# 藤井紫緒
藤井紫緒（FUJII Shio，1985年3月27日—），日本女子手球運動員，現為日本國家女子手球隊隊員。大阪府出生，畢業於宣真高等学校及東京女子体育大学。

## 簡歷
2010年11月，藤井紫緒代表日本出戰廣州亞運會，參加女子手球比賽項目，奪得銀牌。